# Правденко Павло Дем'янович
Павло Дем'янович Правденко (9 жовтня 1915, с. Пишненки Зіньківського повіту Полтавської губернії — 27 лютого 2007, м. Полтава) — почесний громадянин Зіньківщини (посмертно). До призову на військову службу працював у місцевому колгоспі. Після армії служив у органах Міністерства внутрішніх справ.
У роки Німецько-радянської війни воював у 9-ій повітряно-десантній дивізії, яка особливо відзначилася під час Курської битви.
За бій під Прохорівкою був нагороджений медаллю «За відвагу». За мужність, виявлену при форсуванні Дніпра й захопленні плацдарму на правому березі, нагороджений орденом Слави III ступеня. За форсування річки Вісли в районі Сандомиру — орденом Слави II ступеня. За подвиг на польській землі під містом Щецином — орденом Слави І ступеня. День Перемоги зустрів у госпіталі: був важко поранений на річці Нейсе й відправлений на лікування до Львова. Одужавши, продовжував службу.